# Mia Love
Ludmya "Mia" Love, född Bourdeau den 6 december 1975 i New York, död 23 mars 2025 i Saratoga Springs, Utah, var en amerikansk republikansk politiker. Hon var ledamot av USA:s representanthus från 2015 till 2019.
Love utexaminerades 1997 från University of Hartford och var borgmästare i Saratoga Springs i Utah 2010–2014.
I kongressvalet 2012 besegrades Love knappt av sittande kongressledamoten Jim Matheson. Två år senare beslutade sig Matheson att inte ställa upp för omval. Love vann då knappt mot Doug Owens, vars far Wayne Owens hade varit kongressledamot. I kongressvalet 2016 besegrade Love Doug Owens på nytt. Hon kandiderade för omval 2018, men blev besegrad av demokraten Ben McAdams.

## Val

### 2018
Love ställde upp mot demokraten Ben McAdams, men förlorade. I juni 2018 uppgav CNN att valet ansågs vara "viktigt för båda partier" för att Love har "stått upp till [president Donald Trump] om invandring" och "eftersom nationella demokrater ser McAdams som en av deras bästa chanser att få fotfäste på rött gräs."

### Politiska positioner
Enligt webbplatsen FiveThirtyEight hade Love röstat i linje med president Donald Trumps positioner 95,7 procent av tiden.